# 新世界 (本沢みなみ)
『新世界』（しんせかい）は本沢みなみ/著、高星麻子/イラストのライトノベルシリーズ。2007年4月現在、集英社コバルト文庫から4巻発売されている。

## 概要
架空の大陸を舞台にしたファンタジー小説。
海上にただ一つ存在する大地には幾つもの争いの結果、大小4つの帝国だけが残されている。東の＜青き帝国＞エリスニア、西の＜白き帝国＞プレトリア、南の＜赤き砦＞アステリア、北の＜黒き砦＞ティラナ。帝国間同士が小さな争いを続け、王政時代の因習だけが踏襲されて残るこの世界は、わずかな特権階級者のみが栄え、あとの者は貧しい暮らしをしている。
この世界には古くから、「鍵」と「地図」を手にした＜選ばれし者＞だけがたどり着ける＜新世界＞という場所が存在しているという伝説が伝えられている。
エリスニアで仲間と共に盗賊行為をして暮らしているルーイは、ある日盗みに入った屋敷から一人の少女を連れ出したところから物語は始まる。

## シリーズ一覧
- 鍵をひらく少女と皇子の青玉石
- ふたつの太陽がのぼる帝国
- 剣をいだく傭兵と血に染まる王城
- 南海にかがやく奇跡と北方の巫女

## 登場人物
（国の所属は便宜的に登場時にいた場所）

### エリスニアの人々

#### 一般庶民
ルーイ
主人公。14歳。糖蜜色の髪、緑色の瞳を持つ。
半年前までダリルと共に2人で暮らしていたが死別したため、ライ達のような親なしの仲間と一緒に暮らす。ある晩、ライが率いる少年盗賊グループと共に盗みに入った屋敷でリリアを発見し、連れて帰る。その半年後にシキ達によってリリアを奪還され、取り戻すために忍び込んだシキの屋敷でカイと出会う。その数日後、場内でのパーティの最中に再び奪い返し、エリスニアから離れ、リリアが生まれたプレトリアへと契約を交わしたカイと共に旅を始める。
ライ
ルーイの親友。赤茶の髪を持つ。ストリートで暮らす少年たちのリーダー格で快活な少年。リリカと供にルーイを追いかけて旅を始めた。
リリア
黒髪にピンクの瞳を持つ「鍵見の少女」。
エリスニアで囚われていたが、ルーイの手によって救出され彼と供に「新世界」を目指す。言葉はほとんど発しないが、ルーイ相手には喋る。
リリカ
橙色の髪とピンクの瞳を持つ盗賊の少女。リリアとそっくりの容姿をしているため、リリアの身代わりをさせられていた。現在はライたちと旅をしている。
コーキ

ユート

リイザ

ダリル

#### 軍人
シキ/カナタ・ランウィッド/ローザ/レクト・キース/マシエル/サクト
　エリスニアの王城から＜鍵見の少女＞が盗まれたとき、シキの命を受け捕獲に向かった部隊。
ノエル/メイエ/パリス
　ローザの秘書役を務める部下。

#### 王侯貴族
ナラク

ノエズ

カーサ

サーシャ
第一王妃。ナラクの母。気性が荒い。5年前に死亡。死因はアルコール中毒ではないかとされている。
リリア・グランス・アナトレー
第二王妃。糖蜜色の髪と緑の瞳を持つ非常に美しい妃。ルーイの母。10年前にサーシャにより刺殺された。
フレア・カーチス/チャイ・リーン/アイリス/セト
　ルーイの従者だった者。

### ニースの人々
ナーエ
黒髪を持つ砂漠の盗賊団の女頭領。
ヤン・デュシス
暗灰色の髪、青灰色の瞳を持つプレトリアの皇子。
カルマから逃れるためにプレトリアを出たが、途中、砂漠で行き倒れていたところをナーエに保護される。

### プレトリアの人々
ディナ
一般庶民
レイズ
軍人
カルマ・デュシス/ゼジル・デュシス/ナタリア/セリカ
王侯貴族

### アステリアの人々
セシル
一般庶民
レックス
軍人。18歳。赤茶髪。軍上層部の息子。アレスと繋がりを持つ。
アレス・ユーク・メリーディエス
王侯貴族。榛色の瞳を持つ。アステリアの皇子。

### ティラナの人々
グリシア・マザー/アニス・ボレアース/リッタ
王侯貴族

### その他
カイ
帝国間を流れ歩く傭兵。現在はルーイと契約をしている。
ザップ

クーパ

ディル

## 地名
エリスニア
大陸の東に位置する＜青き帝国＞。大陸中で一番大きな勢力を誇っている。地下水脈が豊かな国。